# Pál első levele Timótheoszhoz

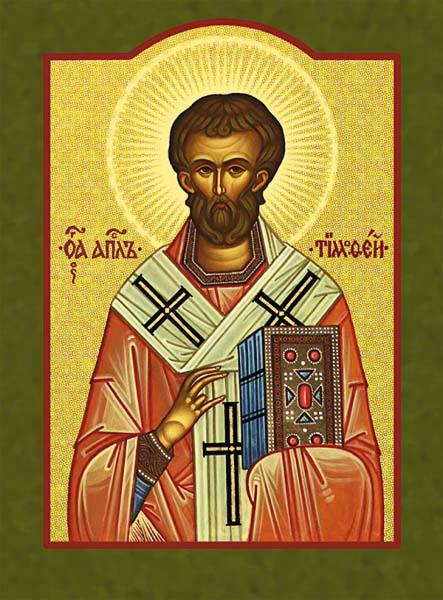
Timóteus - ortodox ikon

Timóteusnak írt első levél a Bibliában az Újszövetségben található a három pasztorális levél egyike. Sok mai tudós a másik két pásztori levéllel (2 Timóteus és Titusz) együtt pszeudoepigráf (hamis forrásmegjelölésű) levélnek tekinti.
A levélben – az állítólagos Pál – kijelenti, ő az aki bűnös volt és első, akit Krisztus üdvözített, és tette ezt azért, hogy példát adjon a világnak, akik majd hisznek benne. A küldetését pedig azért kapta, hogy hírnöke legyen a pogány világnak.

## A szerzősége
A szerző a bevezetőben Pálként mutatkozik be, akinek bűneit először váltotta meg Krisztus. A hagyomány ezért Pál apostolt tartja a szerzőnek.
A 19. század óta sok tudós megkérdőjelezte a levél hitelességét, és azt mondták, hogy az 1. Timóteus, valamint a 2. Timóteus és Titusz nem Pál levelei, hanem egy azonosítatlan keresztényé, aki valamikor az 1. század végén vagy a 2. század elején élt.  A legtöbb mai bibliatudós megerősíti ezt a nézetet. 

## A levél címzettje, Timóteus
A hagyomány alapján Timóteus fiatal, hűséges követője volt Pálnak. A levélből kiderül, hogy Timóteus megkapta az egyházirend presbitériumtól származó szavazatokat. A közösség rendjének megszervezését ezért Pál rá bízza. 

## Az írás célja
"Pál" hamarosan megérkezik, azért ír ha késne, tudja Timóteus hogyan kell eljárni, és mint idősebb, tapasztalatait átadja a fiatalabb Timóteusnak, helyettesének.

## Egyházrendi utasítások
"Pál apostol" számba veszi a társadalmi rétegekből származó lehetséges közösségi tagokat, és felhívja Timóteus figyelmét milyen lelki veszélyeket képviselhetnek és vihetnek be a közösségbe azok az emberek.
- Tévtanítók: kitalált meséket terjesztenek, mert a törvény tanítóinak szeretnének látszani.
- Férfiak: Tiszta lélekkel imádkozzanak ne haragos érzülettel.
- Asszonyok: szemérmesen ékesítsék magukat, és inkább jótettekkel hívják fel magukra a figyelmet. Nem taníthat, férfin ne uralkodjék, ne rágalmazzon, maradjon csöndben.
- Aki püspök akar lenni: egyszer nősült, feddhetetlen, vendégszerető, megfontolt, mértéktartó legyen és ne iszákos, erőszakoskodó, kapzsi.
- Diakónusok: először ki kell próbálni őket, ne legyenek borisszák, kétszínűek, őrizzék a hít titkát.
- Idős férfi, nő: Úgy kell velük beszélni, mintha apánk, anyánk lenne, vagy fiatalabb testvérünknek.
- Özvegy: Csak olyan lehet a közösségben, aki hatvanesztendős, jó hírű, vendégszerető. A fiatal özvegyeket el kell utasítani, mert újra erőt vehet rajtuk az érzékiség, tétlenkedhetnek, pletykálkodhatnak. Menjenek férjhez, szüljenek gyermekeket.
- A papok: Ha jól viselik dolgukat kétszeres jutalomban részesüljenek.
- Presbiter: Csak akkor engedj az ellenük való vádnak, ha legalább kettő, három tanú igazolja.
- Rabszolgák: gazdájuk felé legyenek teljes tisztelettel, ne káromolják Isten nevét és a tanítást
- Gazdagok: Minden baj eredete a pénz utáni sóvárgás. Akik gazdagság után kívánkoznak csapdába esnek, és romlásba döntik az embert. Legyenek a gazdagok nyílt szívűen adakozók.

## Befejezés
A befejezésben buzdítja tanítványát kerülje az üres fecsegőket, az áltudomány ellenvetéseit és őrizze meg a reá bízott kincset.